# ばたばた茶
ばたばた茶（ばたばたちゃ）は、バタバタ茶とも書き、富山県下新川郡朝日町で生産される茶（後発酵茶、黒茶）。富山県北部と新潟県糸魚川地域で飲まれている。

## 製法
7月に2番茶を摘んだ後に伸びた茶を9月に小枝をつけたまま摘む（現在は粗揉機を使用）。茶葉を蒸し（現在の製法は蒸製煎茶機械による）、揉んだあとに20 - 24日間発酵させる。茶温が60度に上がると切り返しを行う。煮汁かけは行わない。発酵が済むと、むしろに広げて3日ほど天日乾燥する。

## 生産
大石貞男によれば、おそらく昔は富山でも作られていたが、この地の気象条件が茶の栽培に適さず、福井県三方郡三方町（現若狭町）からの供給に頼るようになった。しかし、福井県では1976年（昭和51年）に製造をやめたため、富山県射水郡小杉町（現射水市）の荻原氏が製法を伝授され、栽培・製造を復活させた。

## 飲用・風習
伝統的には五郎八茶碗という碗で点て、塩を少しいれ茶筅で泡立てて飲む。2本の茶筅を用いるので、ぶつかり合う音からばたばた茶の名が起きたという。
富山県下新川郡朝日町の蛭谷地区では朝、昼の挨拶も「茶飲みにござい」という。
毎月27日の晩に「お待受」という茶会を催した。
近年までは地区に嫁が来ると親戚、隣近所に紅白の餅と黒茶1斤を配る風習があった。